# 恩里科·甘多拉
恩里科·甘多拉（義大利語：Enrico Gandola，1967年6月11日—），意大利男子赛艇运动员，主攻轻量级项目。他曾代表意大利参加世界赛艇锦标赛，获得二枚金牌、二枚银牌和一枚铜牌。